# Galátsi (kommunhuvudort)
Galátsi (Galatsi) är en kommunhuvudort i Grekland.   Den ligger i prefekturen Nomarchía Athínas och regionen Attika, i den sydöstra delen av landet, 5 km nordost om huvudstaden Aten. Galátsi ligger 177 meter över havet och antalet invånare är 59 345.
Terrängen runt Galátsi är kuperad österut, men västerut är den platt. Terrängen runt Galátsi sluttar västerut. Runt Galátsi är det tätbefolkat, med 257 invånare per kvadratkilometer. Närmaste större samhälle är Aten, 5,1 km sydväst om Galátsi. 